# David J. Anick

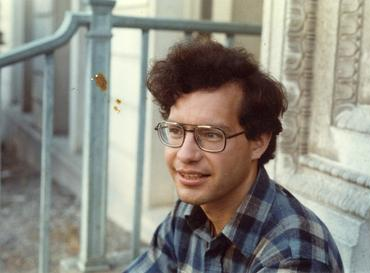
David Anick, Berkeley 1980

David Jay Anick (* um 1954) ist ein US-amerikanischer Mathematiker, der sich mit Algebra und Topologie befasste.

## Leben und Wirken
Anick war 1973 und 1975 Putnam Fellow. Er studierte am Massachusetts Institute of Technology mit dem Bachelor-Abschluss 1976 und wurde bei Franklin Paul Peterson promoviert (A counterexample to a conjecture of Serre). Als Post-Doktorand war er an der Universität Stockholm. Von 1982 bis 1992 war er Professor an der Fakultät für Mathematik des MIT. 1989 wurde er Forschungsstipendiat der Alfred P. Sloan Foundation (Sloan Research Fellow).
In seiner Dissertation gab er ein Gegenbeispiel zu einer Vermutung von Jean-Pierre Serre aus den 1950er Jahren aus der Topologie (und einer verwandten Vermutung aus der Theorie lokaler Ringe). Serre vermutete, dass die Poincaré-Reihe (Potenzreihe mit dem Rang der rationalen n-ten Homologiegruppen als Koeffizienten) zu einem Schleifenraum eines einfach zusammenhängenden CW-Komplexes eine rationale Funktion ist. Anick führte das auf die Konstruktion der Hilbert-Reihe einer endlich präsentierten Hopf-Algebra zurück (mit einem Beispiel, in dem die Reihe irrational ist). Eine Methode der Konstruktion von Hopf-Algebren mit ungewöhnlichen Eigenschaften aus Algebren führten um die gleiche Zeit Jan-Erik Roos und Clas Löfwall in Schweden ein (dies lieferte ebenfalls Beispiele irrationaler (transzendenter) Hilbert-Reihen).
In den 1990er Jahren wechselte er die Karriere und studierte Medizin mit dem M. D. Abschluss 1995 an der University of California, San Francisco, dem sich eine Facharztausbildung (Internship, Residency) in Psychiatrie am McLean Hospital in Belmont anschloss. Er ist am Marino Center for Integrative Health in Cambridge (Massachusetts).
2007 veröffentlichte er eine Arbeit zur mathematischen Modellierung von Homöopathie.

## Schriften (Auswahl)
- Differential Algebras in Topology (= Research Notes in Mathematics. 3). A. K. Peters, Wellesley MA 1993, ISBN 1-56881-001-6.
- A loop space whose homology has torsion of all orders. In: Pacific Journal of Mathematics. Band 123, Nr. 2, 1986, S. 257–262, doi:10.2140/pjm.1986.123.257.